# 西島藤彦
西島 藤彦（にしじま ふじひこ）は、日本の部落解放活動家。部落解放同盟中央執行委員長。

## 経歴
京都府南部の被差別部落出身。高校時代から解放運動に身を投じる。1970年代当時、劣悪極まりない状況に置かれていた地元の住環境の改善に取り組む。
30代で地方公務員を退職し部落解放同盟の専従になる。京都府連書記長などを経て、1994年には中央本部の執行委員に就任する。2014年に中央書記長に就任し2022年6月9日、組坂繁之の後任として中央執行委員長に選出された。